# Tatsuya Iyama
Tatsuya Iyama (伊山達也 Iyama Tatsuya?) es un compositor quien apareció por primera vez en BEMANI para hacerse cargo de varias portadas canciones de licencia. Desde ese entonces, sus canciones fueron principalmente traídas para GuitarFreaks & DrumMania (actualmente conocido como GITADORA) desde varios videojuegos de Konami, tales como SPIN FEVER, SPIN FEVER 2 y FORTUNE TRINITY. Tiempo después, comenzó a componer nuevas canciones para las entregas de GFMD, y también para otros títulos de Bemani, tales como beatmania IIDX, pop'n music y REFLEC BEAT.
Tatsuya fue por años una parte muy activa para las entregas de REFLEC BEAT, comenzando como diseñador de sonido en su primer juego, y convirtiéndose en el único director de sonido a partir de REFLEC BEAT limelight hasta REFLEC BEAT colette -All Seasons-, cuando comenzó a compartir funciones de dirección de sonido con DJ TOTTO. Continuó sirviendo como director de sonido hasta REFLEC BEAT groovin'!! Upper, cuando Des-ROW tomó su lugar como productor director de sonido.
Actualmente, Tatsuya es el director de sonido en las series de BeatStream.

## Música principal
La siguiente lista muestra las canciones que fueron creadas por el mismo autor y también con los artistas que trabajó para su elaboración:

### Beatmania IIDX
- beatmania IIDX 18 Resort Anthem
  - Aegis

- beatmania IIDX 19 Lincle
  - Almace
  - HAERETICUS

- beatmania IIDX 20 tricoro
  - Ascalon

- beatmania IIDX 22 PENDUAL
  - 白露の風

### BeatStream
- BeatStream
  - 怪盗BisCoの予告状！！

- BeatStream アニムトライヴ
  - CHERNOBOG
  - ケンぱ！ケンぱ！拳拳ぱん打！
  - トキメキストリーム

### DANCE 86.4 FUNKY RADIO STATION
- 愛のために。

### GITADORA
- GuitarFreaks V2 & DrumMania V2
  - 未来の地図

- GuitarFreaks V4 & DrumMania V4
  - How do you feel?

- GuitarFreaks V6 & DrumMania V6
  - I wanna kiss you

- GuitarFreaksXG & DrumManiaXG
  - Croquette
  - ヒカリ

- GuitarFreaksXG2 & DrumManiaXG2
  - REALIZE
  - サヨナラナミダ

- GuitarFreaksXG3 & DrumManiaXG3
  - Shout!!

- GITADORA
  - 狂喜宴舞

### jubeat
- jubeat copious APPEND
  - cloche

- jubeat saucer
  - anemone

- jubeat prop
  - Niflheimr

- jubeat Qubell
  - 天嘩乱舞

### pop'n music
- pop'n music 19 TUNE STREET
  - Music-U

- pop'n music ラピストリア
  - ice crystals

### REFLEC BEAT
- REFLEC BEAT
  - カラフルミニッツ
  - DEADLOCK

- REFLEC BEAT limelight
  - Fly to Next World
  - HAPPY limelight
  - Starry ☆ night
  - Twinkle Wonderland
  - 空色コンチェルト

- REFLEC BEAT colette -Winter-
  - Almace -HI SPEED EDITION-
  - 梅雪夜

- REFLEC BEAT colette -Spring-
  - ARACHNE
  - printemps

- REFLEC BEAT colette -Autumn-
  - ロボット☆ライフ

- REFLEC BEAT colette -All Seasons-
  - licca

- REFLEC BEAT groovin'!!
  - licca
  - 狂鬼村正

- REFLEC BEAT groovin'!! Upper
  - Miseria
  - カーテンコール・メモリーズ

- REFLEC BEAT VOLZZA
  - Rebellio

- REFLEC BEAT VOLZZA 2
  - Winter Gift ～クリスピーからの贈りもの～
  - 魔法の言葉

- REFLEC BEAT 悠久のリフレシア
  - 勇気のペンダント